# Elbflorenz (serie televisiva)
Elbflorenz è una serie televisiva tedesca creata da Rolf Gumlich (da un'idea di Gerhard B. Wenzel) e prodotta nel 1994 dalla Terranova Film- und Fernsehproduktion Otto Meissner. Interpreti principali sono Uta Schorn, Karin Eickelbaum, Günter Schubert, Karl-Michael Vogler, Patrick Winczewski, Ursula Karven e Herbert Köfer.
La serie si compone di una sola stagione, per un totale di 12 episodi, della durata di 45 minuti ciascuno, più un episodio pilota della durata di un'ora e mezza. In Germania, la serie è stata trasmessa in prima visione dall'emittente televisiva ZDF: l'episodio pilota fu trasmesso in prima visione il 5 aprile 1994; l'ultimo, intitolato Ende eines Traums, fu trasmesso in prima visione il 5 luglio 1994.

## Trama
Nel paesino di Tschochwitz, in Sassonia, Sabine Böhling gestisce assieme al marito Peter Sudheimer un locale chiamato "Elbflorenz". Dopo 34 anni, fa ritorno la sorella di Sabine, Susan, trasferitasi all'Ovest durante il periodo del comunismo, che ora pretende di gestire in compartecipazione il locale.

## Episodi
| Stagione       | Puntate         | Prima TV Germania | Prima TV Italia |
| -------------- | --------------- | ----------------- | --------------- |
| Prima stagione | 12 + ep. pilota | 1994              | inedita         |